# Dave Smith (Ingenieur)

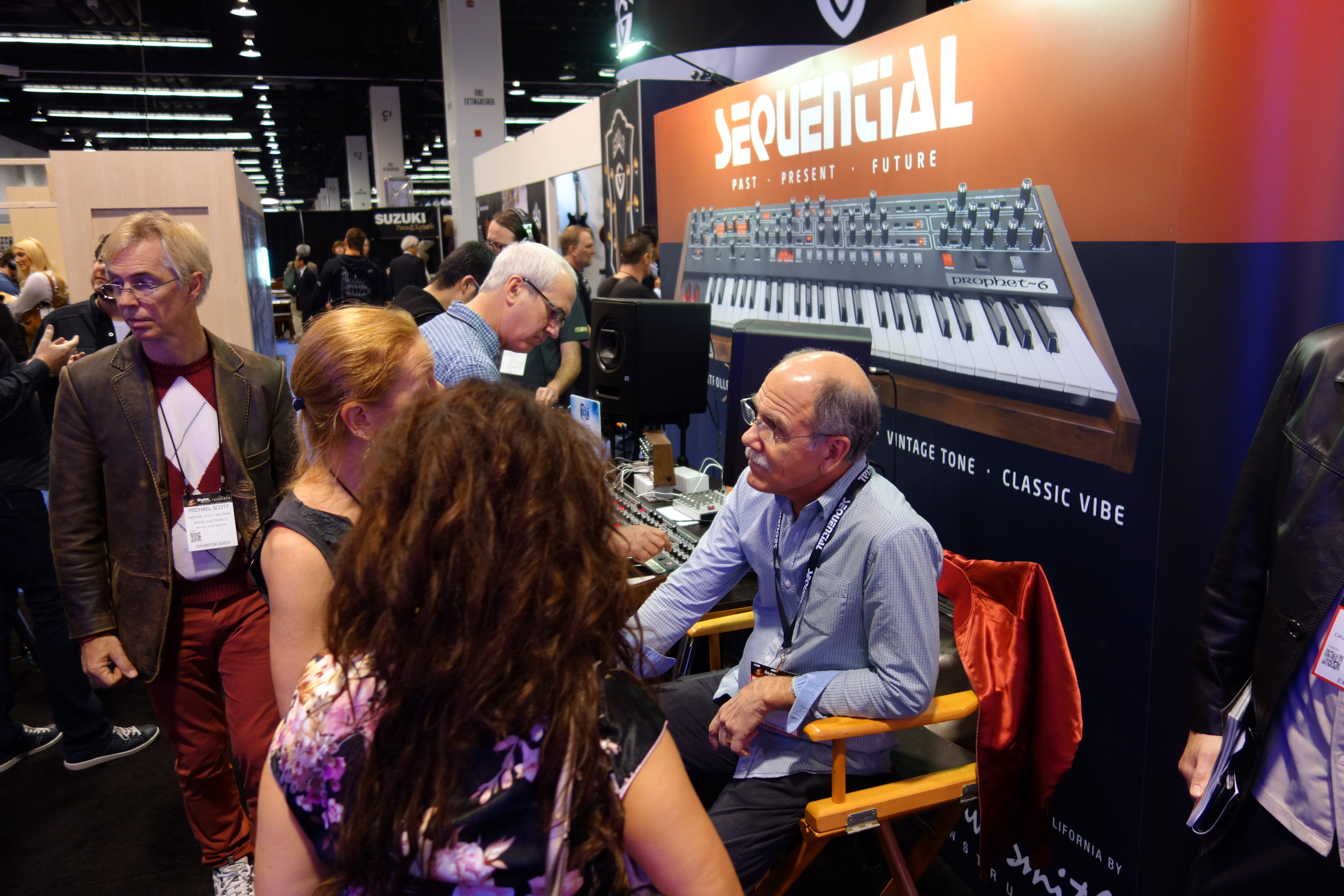
Dave Smith bei der NAMM Show 2015

David „Dave“ Joseph Smith (* 2. April 1950 in San Francisco, Kalifornien; † 31. Mai 2022 in Detroit, Michigan) war ein amerikanischer Ingenieur und Musiker sowie Gründer der Synthesizer-Firma Sequential. Smith war neben dem Sounddesigner John Bowen verantwortlich für den ersten kommerziellen polyphonen und mikroprozessorgesteuerten Synthesizer Prophet-5 und später für einen der ersten multitimbralen Synthesizer. Er wird auch als „Vater von MIDI“ bezeichnet, da er an dessen Entwicklung maßgeblich beteiligt war.

## Leben
Smith hatte einen Abschluss in Informatik und Elektrotechnik von der UC Berkeley. In seiner Studienzeit spielte er als Pianist, Gitarrist und Bassist in Rockbands der Universität. Er kaufte 1972 einen Minimoog und baute später seinen eigenen analogen Sequenzer, gründete 1974 Sequential Circuits und bewarb sein Produkt für den Verkauf im Rolling Stone. 1977 arbeitete er hauptberuflich bei Sequential und entwarf später in diesem Jahr den Prophet 5, das weltweit erste mikroprozessorbasierte Musikinstrument und auch den ersten programmierbaren polyphonen Synthesizer, eine Innovation, die einen entscheidenden Fortschritt in Bezug auf Design und Funktionalität des Synthesizers darstellt. Sequential entwickelte sich zu einem der erfolgreichsten Hersteller von Musiksynthesizern seiner Zeit.
1981 machte sich Smith daran, ein Standardprotokoll für die Kommunikation zwischen elektronischen Musikinstrumenten verschiedener Hersteller weltweit zu erstellen. Nach einem Treffen mit Tom Oberheim und Roland-Gründer Ikutaro Kakehashi präsentierte er der Audio Engineering Society (AES) 1981 ein Papier, in dem die Idee eines Universal Synthesizer Interface (USI) skizziert wurde. Nach einigen Verbesserungen und Überarbeitungen wurde der neue Standard 1983 auf der Winter NAMM Show als „Musical Instrument Digital Interface“ (MIDI) eingeführt, als ein Sequential Circuits Prophet-600 erfolgreich mit einem Roland Jupiter-6 verbunden wurde. 1987 wurde er für seine weitere Arbeit auf dem Gebiet der Musiksynthese zum Fellow der AES ernannt.
Nach Sequential war Smith Präsident von DSD, Inc, einer Forschungs- und Entwicklungsabteilung von Yamaha, wo er an Konzepten für physikalische Modellierungssynthese und Software-Synthesizer arbeitete. Im Mai 1989 gründete er die Korg R & D Group in Kalifornien, die den innovativen und kommerziell erfolgreichen Wavestation-Synthesizer und andere Technologien produzierte.
Smith war außerdem Präsident bei Seer Systems und entwickelte den weltweit ersten softwarebasierten Synthesizer, der auf einem PC ausgeführt wurde. Dieser von Intel in Auftrag gegebene MIDI-SoundFont-Synthesizer auf einer PCI-Express-Karte wurde 1994 von Andy Grove bei einer Keynote der COMDEX Computermesse vorgeführt. Die zweite Generation dieses Software-Synthesizers verkaufte sich über 10 Millionen Mal, nachdem sie 1996 an Creative Labs lizenziert worden war.
Die dritte Generation von Smiths Software-Synthesizer, umbenannt in Reality, wurde 1997 veröffentlicht. Smith war sowohl der leitende Ingenieur für Reality als auch für die gesamten hardwarenahe Gleitkommarechnung verantwortlich. Reality wurde 1998 mit dem Editors 'Choice Award ausgezeichnet und erhielt die höchstmögliche Bewertung des Electronic Musician Magazine.
Im Jahr 2002 gründete Smith die Firma Dave Smith Instruments, eine Firma zur Herstellung elektronischer Musikinstrumente.
Im Jahr 2005 wurde Smith für die MIDI-Spezifikation in die Hall of Fame der Mix Foundation TECnology (Technische Exzellenz und Kreativität) aufgenommen, 2013 erhielten er und Ikutaro Kakehashi einen technischen Grammy für ihre Beiträge zur Entwicklung der MIDI-Technologie.
Im Jahr 2015 erlangte Smith von Yamaha die Rechte an dem Namen Sequential zurück und veröffentlichte den Prophet-6 unter diesem Namen.
Im Mai 2018 kündigte Sequential den Prophet-X Keyboard (8 Stimmen Stereo / 16 Stimmen Mono) an, das sowohl Sample-Wiedergabe, als auch digital gesteuerte Oszillatoren zur Klangerzeugung bietet.
Am 31. August 2018, dem 40. Jahrestag des Prophet-5, wurde Dave Smith Instruments in Sequential umbenannt.
Smith starb Ende Mai 2022 in einem Krankenhaus in Detroit an den Folgen eines Herzinfarkts, nachdem er in der Stadt das Movement Electronic Music Festival besucht hatte.

## Auszeichnungen
- 2015: SEAMUS Award[14]
- Januar 2013: Technical Grammy (along with Ikutaro Kakehashi) for the creation of MIDI.
- September 2012: Keyboard Magazine, Hall of Fame
- September 2005: Induction into the TECnology (Technical Excellence and Creativity) Hall of Fame at the AES show by Mix Foundation.
- Oktober 1987: Received Audio Engineering Society (AES) Fellowship Award, for having made a valuable contribution to the advancement in or dissemination of knowledge of audio engineering or in the promotion of its application in practice.[15]

## Interviews
- „Oral History: Dave Smith explains pieces of his life story and career“, NAMM Oral History Library, Jan 2005
- „Dave Smith In His Own Words“, Francis Preve, Keyboard Magazine, Jul 2012
- Dave Smith: Sequential Circuits, Korg, Yamaha, soft synths, and his new Evolver synths., Gearwire.com, 2006
- Dave Smith: The father of MIDI Mac Music, Oct 2003
- Interview With Dave Smith KVR